# Алешинский, Пьер
Пьер Алешинский (фр. Pierre Alechinsky, 19 октября 1927 года, Брюссель) — бельгийский живописец, график, художник книги.

## Биография и творчество
Родился в семье еврейских выходцев из России. С 1944 по 1948 годы изучал книжную иллюстрацию, типографское дело и фотомастерство в Высшей национальной школе архитектуры и декоративного искусства в Брюсселе. В 1945 открыл для себя живопись А. Мишо и Ж. Дюбюффе. Сам начал заниматься живописью в 1947 году. В 1949 году присоединился к авангардной группе «КОБРА» (К. Дотремон, К. Аппель, А. Йорн), участвовал в первой и второй выставках группы в Амстердаме и Льеже. После распада группы поселился в Париже (1951), сблизился с кругом сюрреалистов, познакомился с А. Джакометти, Б. ван Вельде, В. Браунером. В 1954 году состоялась первая персональная экспозиция Алешинского в одной из галерей Парижа, в 1955-м — во Дворце изобразительных искусств в Брюсселе, в 1958-м — в Лондоне, в 1960-м — на Венецианской биеннале, где он представлял Бельгию. В 1960-х Алешинский перешёл к более текучим материалам (тушь), увлекся восточной каллиграфией, сблизился с живущим с США китайским живописцем Уоллесом Тингом (англ. Wallace Ting), в 1965 году под его влиянием начал работать акриловыми красками в технике, близкой к комиксам («Сентрал-Парк», 1965). В том же году Андре Бретон пригласил Алешинского участвовать в Х Международной выставке сюрреалистического искусства.

## Признание
В 1983 году Алешинский стал профессором Национальной высшей школы изобразительных искусств в Париже, в 1994-м — почётным доктором Свободного университета в Брюсселе, в 2006-м Алешинский получил французский Орден Почётного легиона. В ознаменование 80-летия художника большую ретроспективную выставку его работ показал в 2007—2008 Брюссельский королевский музей изящных искусств.

## Каталоги выставок
- Pierre Alechinsky: Werke 1958—1968. Düsseldorf: Kunstverein für die Rheinlande und Westfalen, 1969.
- Pierre Alechinsky. Les estampes de 1946 a 1972/ Yves Rivière, ed. Paris: Yves Rivière, 1973.
- Pierre Alechinsky. Paintings and Writings. Pittsburgh: Carnegie Museum, 1977.
- Pierre Alechinsky, Karel Appel. Two-brush paintings. Their Poems by Hugo Claus. Foreward by Christian Dotrement. Paris: Yves Riviere, 1980.
- Pierre Alechinsky. Bilder, Aquarelle, Zeichnungen. Eine Retrospektive. Hannover: Kestner-Gesellschaft, 1980.
- Alechinsky. Valencia: IVAM Centre Julio Gonzalez, 2000.